# Димитрий Ростовский
Дими́трий Росто́вский (в миру Дани́ла (Дании́л) Са́ввич Тупта́ло; 11 (21) декабря 1651, местечко Макаров, Киевский полк, Войско Запорожское — 28 октября (8 ноября) 1709, Ростов Великий, Ярославщина, Русское царство) — епископ Русской православной церкви, митрополит Ростовский и Ярославский; духовный писатель, агиограф (автор известного сборника «Книга житий святых»), проповедник, педагог. Основатель Ростовской грамматической школы, в которой наряду с грамматикой церковнославянского языка и богослужебными книгами изучались также древние языки (латинский и древнегреческий), философия и стихосложение.
В 1757 году прославлен в лике святителей (первая канонизация в Синодальный период); память 21 сентября (4 октября) — обретение мощей, 28 октября (10 ноября) — преставление, 23 мая (5 июня) в Соборе Ростово-Ярославских святых, 10 июня (23 июня) в Соборе Сибирских святых.

## Жизнеописание
Родился 11 (21) декабря 1651 года в сотенном местечке Макарове Киевского полка в семье сотника Киевского полка Саввы Григорьевича Туптало и его жены Марии Михайловны Туптало.

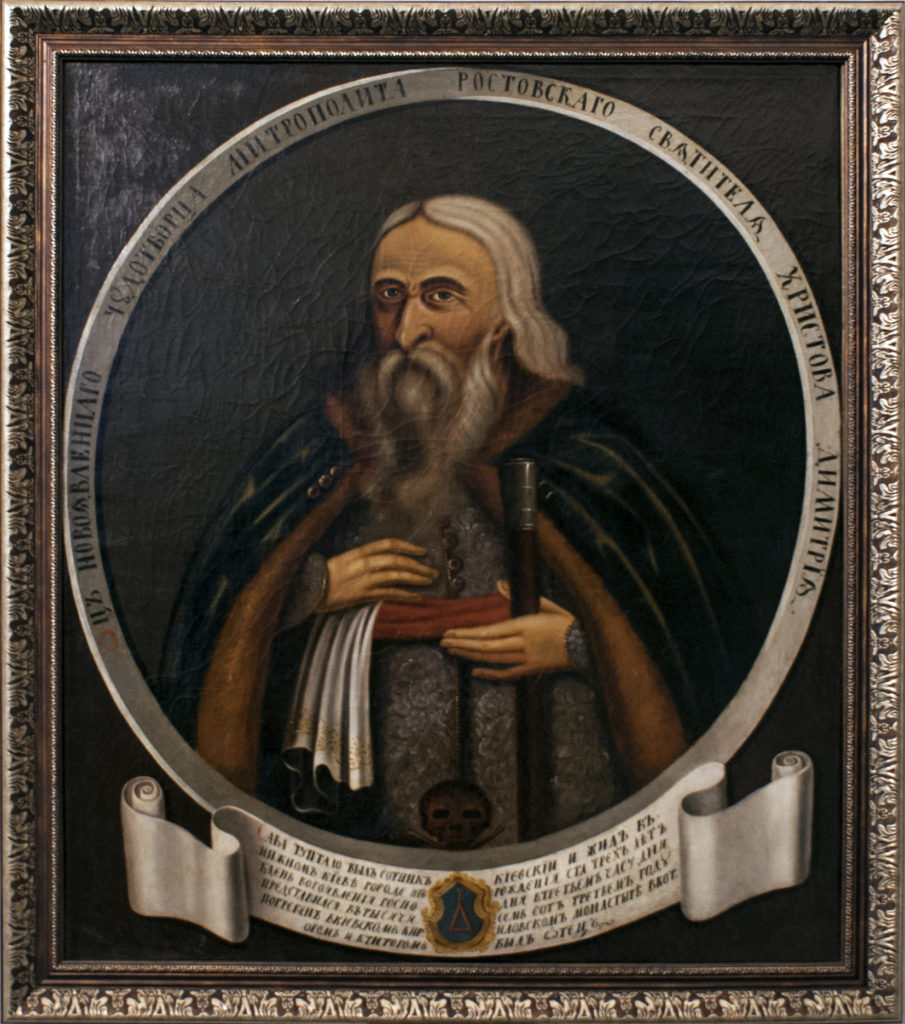
Портрет Саввы Туптало XVII в.

Отец — Савва Григорьевич Туптало (1599—1703), сотник, ктитор Кирилловского монастыря в Киеве. Мать — Мария Михайловна Туптало. Дед — Григорий Иннокентиевич Туптало, мелкий православный дворянин (шляхтич). Прадед — епископ Иннокентий (Туптало), дизунит. Сестры — Александра Саввична Туптало, Мария Саввична Туптало, Феодосия Саввична Туптало. Одна после другой были настоятельницами Иорданского-Николаевского женского монастыря.
Самая младшая сестра — Параскева Саввична Туптало вышла замуж за Романа Артемьева, после смерти мужа Параскева Саввична стала монахиней и настоятельницей в Иорданского-Николаевского женского монастыря. В этом браке родились сын Илия и две дочери: София (1708—1811), она же — Артемиха, прожила 103 года и Феодосия. Феодосия Романовна Артемьева вышла замуж за Иоанна Драбинка-Лешкевича, в этом браке родилась дочь: Пелагия. Пелагия Иоанновна Драбинка-Лешкевича вышла замуж за Андрея Иоанновича Меленского, в этом браке родились сын Иоанн и дочь Феодосия.
Учился в Киево-Братской коллегии, ставшей впоследствии Киево-Могилянской академией. В 1668 году принял постриг в Киевском Кирилловском монастыре, где потом прожил семь лет. Весной 1669 года рукоположён во иеродиакона, а в июне 1675 года во иеромонаха и назначен проповедником в Чернигов. В этой должности Димитрий трудился до 1677 года и прославился многочисленными проповедями. Димитрий несколько лет путешествовал по монастырям Украины, год прожил в Слуцке в Преображенском монастыре, где был братским проповедником. Все эти годы он писал свой «Диарий» (записки на польском языке). В них он делал записи о событиях на Украине, в Польше и Москве, от которых зависела судьба Украины.

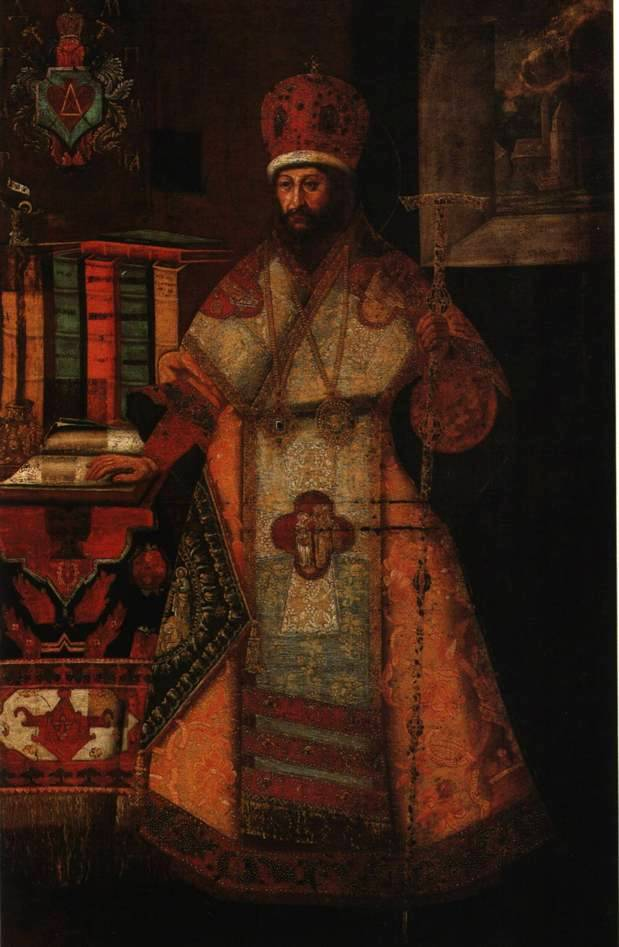
Портрет митрополита Димитрия (из фондов НХМУ)

После возвращения на Украину Димитрий жил в Крупецком Николаевском монастыре (1679—1681). В марте 1681 года возведён в сан игумена и назначен в Максаковский Преображенский монастырь. Позже был игуменом в Крупецком Николаевском монастыре. 26 октября (5 ноября) 1683 года оставил игуменство и по приглашению Варлаама (Ясинского) переехал в Киев. С 23 апреля (3 мая) 1684 года поселился в Киево-Печерском монастыре, в котором получил послушание составлять жития святых. В 1686 году Киевская митрополия перешла из подчинения Константинопольского патриархата в состав Московского патриархата.
По поручению патриарха Адриана поддержку Димитрию, работавшему в этот период над третьей книгой «Житий святых», оказывал архиепископ Иоанн (Максимович). В 1697 году он возвёл Димитрия в сан архимандрита и назначил настоятелем Елецкого Успенского монастыря, а в 1699 году перевёл настоятелем в Новгород-Северский Преображенский монастырь.
Царь Пётр I 18 июня 1700 года дал указ митрополиту Киевскому Варлааму (Ясинскому) прислать в Москву кандидатов из архимандритов и игуменов на Сибирскую архиерейскую кафедру. С такой же просьбой обратился к Варлааму и патриарх Адриан. 16 октября 1700 года патриарх Адриан умер, местоблюстителем патриаршего престола стал митрополит Рязанский Стефан (Яворский). Указом от 27 дек. 1700 г. Пётр I назвал две кандидатуры на Сибирскую кафедру: Димитрия (Туптало) и епископа Переяславского Захарию (Корниловича) и велел им приехать в Москву не позднее первых чисел февраля 1701 года.
10 февраля 1701 года Димитрий переехал в Москву как кандидат на Тобольскую кафедру, 8 марта он произнёс приветственное слово Петру I, 23 марта Димитрий был хиротонисан во епископа с возведением в сан митрополита Тобольского и всея Сибири. После назначения почти год жил в Москве на Сибирском подворье в Чудовом монастыре. По причине болезни 4 января 1702 года указом Петра I святитель Димитрий был определён на Ростовскую митрополию. Прибыв в свою епархию, Димитрий после молебна в Зачатьевской церкви Яковлевского монастыря определил там себе место погребения, сказав «се покой мой, зде вселюся во век века» (традиционным местом захоронения ростовских архиереев был кафедральный Успенский собор).
За время нахождения на Ростовской кафедре Димитрий заботился о просвещении и нравственности населения, боролся с невежеством и пьянством, старообрядческим расколом и католицизмом. Им основано славяно-греческое училище с преподаванием греческого и латинского.
Согласно историку Сергею Соловьеву,
как малороссиянин, Димитрий не мог быть знаком с расколом до тех пор, пока не стал управлять Ростовскою епархиею; здесь, увидевши всю силу зла, он решился вооружиться против него. «Окаянные последние времена наши! — писал Димитрий. — Святая церковь сильно стеснена, умалена, с одной стороны, от внешних гонителей, с другой — от внутренних раскольников. С трудом можно где найти истинного сына церкви; почти в каждом городе изобретается особая вера; простые мужики и бабы догматизуют и учат о вере».

### Смерть и погребение
Скончался в ночь на 28 октября 1709 года через день после своего тезоименитства. Погребение состоялось только 25 ноября (6 декабря) 1709, оно откладывалось до приезда блюстителя патриаршего престола Стефана Яворского, который был другом святителя и обещал отпеть и похоронить его. Последняя воля митрополита Димитрия была исполнена — его погребли в Троицком соборе Яковлевского монастыря.
В могиле, вопреки указанию Монастырского приказа устроить каменный склеп и сделать каменный гроб, был сооружён деревянный сруб. В деревянный гроб Димитрия положили черновики его незаконченных произведений. Над местом погребения установили деревянную гробницу.
В настоящее время мощи святителя Димитрия Ростовского почивают в Спасо-Яковлевском монастыре.

## Мощи и канонизация

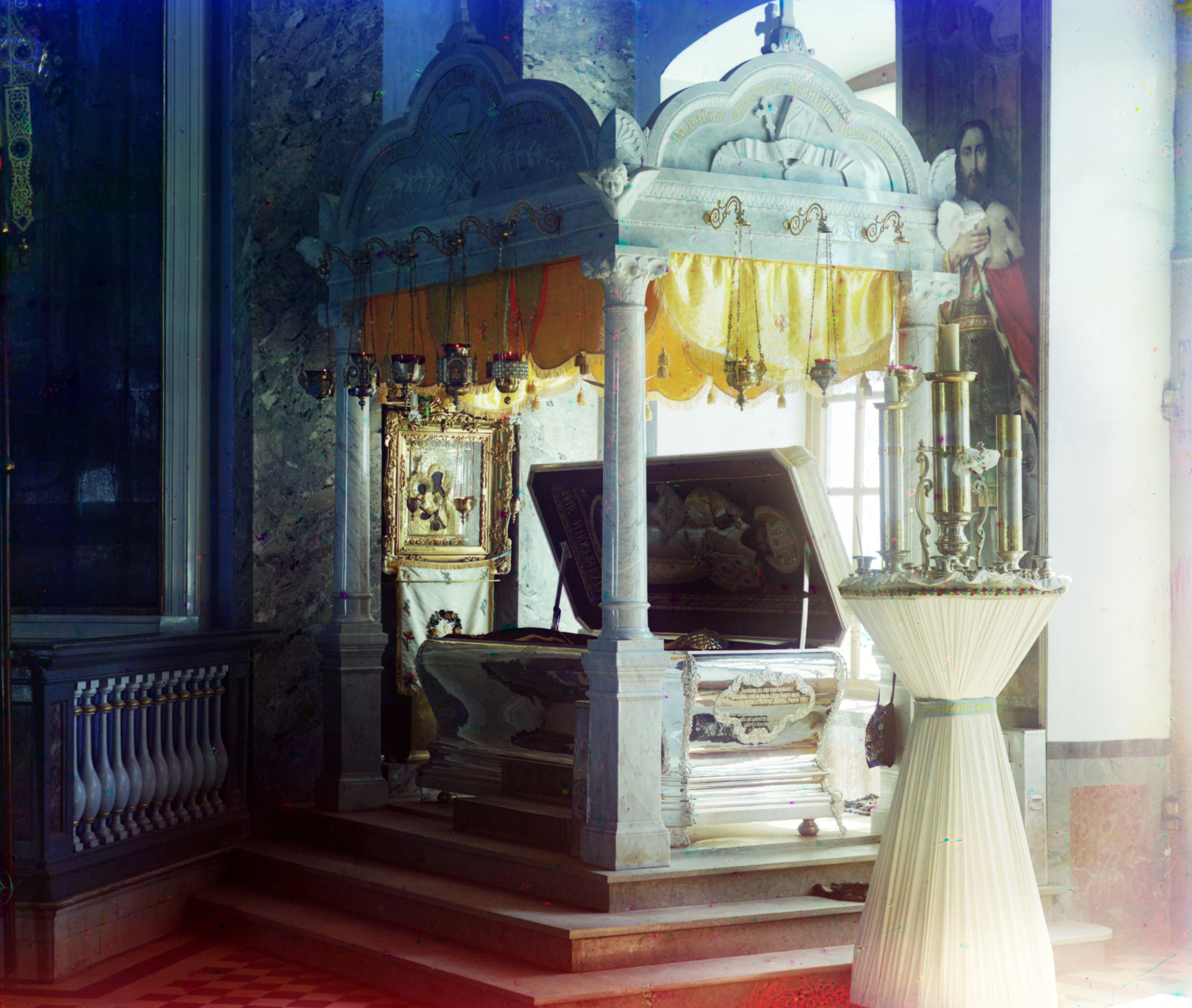
Рака с мощами св. Димитрия Ростовского в Зачатьевском соборе Спасо-Яковлевского монастыря. Фото С. М. Прокудина-Горского (1910)

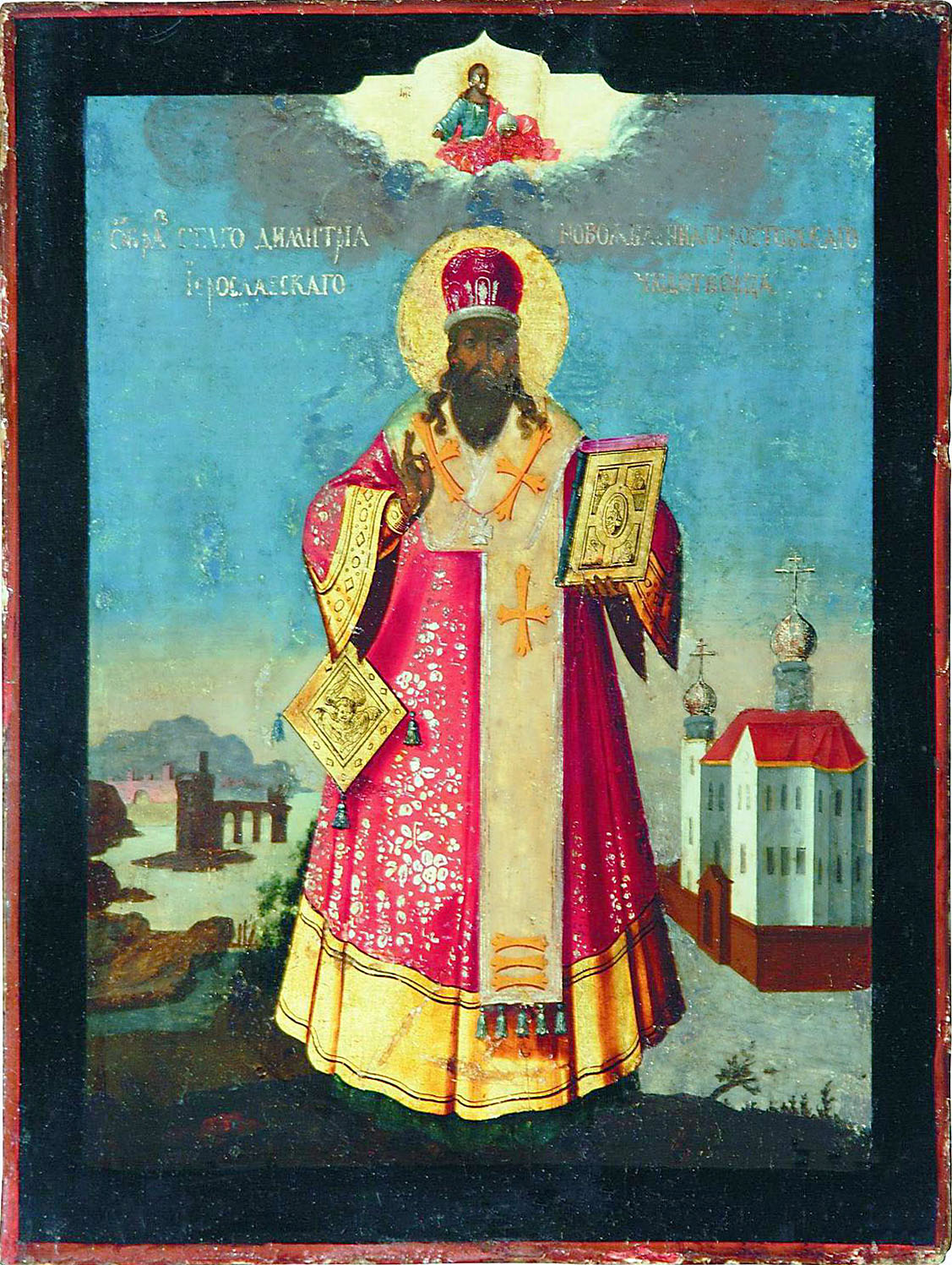
Икона XVIII века

В 1752 году над могилой святителя Димитрия осел чугунный пол. В ходе ремонта открылся повреждённый бревенчатый сруб и деревянный гроб митрополита, в котором и были обретены его мощи. Был извещён митрополит Ростовский Арсений (Мацеевич), который приехал в монастырь и лично освидетельствовал мощи, облачение и гроб. Для хранения мощей была устроена каменная гробница, а о случившемся было направлено донесение в Синод. Из актов обследования, составленных местными церковными властями, и синодальной комиссией — преосвященным митрополитом суздальским Сильвестром и Симонова монастыря архимандритом Гавриилом, видно, что в извлеченном из склепа гробу оказался почти полностью разложившийся труп. Поэтому синодальная комиссия вынуждена была признать, что она имела дело с обычными тленными останками. Такое же признание, хотя и высказанное в более сдержанных тонах, содержится и в докладе синода императрице Елизавете.
Между тем верующим останки митрополита Димитрия Ростовского были преподнесены как «святые нетленные мощи». В указе Синода ростовскому архиерею (1757 год) «о всенародном объявлении о новообретенных святых мощах» было сказано: поскольку тело митрополита «обретено не точию со многою, но почти совсем (?!) с отменною от прочих погребенных тел отличностию», то его следует принимать «за самые святые мощи».
Об обретении мощей стало известно в народе, стали появляться рассказы об исцелениях при мощах Димитрия и по молитве к нему. Официальная канонизация произошла более чем через 4 года после обретения мощей после проверки их нетленности и исцелений, происходивших при обращении к Димитрию (императорским повелением в Ростов направлялся синодальный прапорщик Ф. И. Баранов для сбора сведений о совершённых при мощах исцелениях, а указом Синода — суздальский митрополит Сильвестр и архимандрит Московского Симонова монастыря Гавриил для вторичного освидетельствования мощей). Подлинное дело об обретении и открытии мощей святого Димитрия Ростовского хранится в РГИА. Ф. 796 (Канцелярия Синода). Оп. 33. № 222. В первый день Пасхи — 1 апреля 1757 года состоялось прославление митрополита Димитрия в лике святых, а день обретения мощей — 21 сентября, как и день кончины — 28 октября были объявлены днями празднования святому. Служба святителю Димитрию была составлена епископом Переяславским и Дмитровским Амвросием. К концу XVIII века были созданы две краткие редакции Жития Димитрия Ростовского: одна, 1756 года, связана с именем того же епископа Амвросия, другая — с именем настоятеля Спасо-Иаковлевского монастыря Луки (создана между 1758 и 1763 годами), кроме того, две полные редакции: редакция Арсения Мацеевича (1757—1758 г.) и Синодальная редакция (1784 г.), написанная Я. А. Татищевым.
Митрополит Димитрий стал первым святым, канонизированным к общерусскому почитанию в синодальный период. Елизавета Петровна велела изготовить для мощей Димитрия серебряную раку и облачение из золотой парчи. Однако на самих торжествах в Ростове в 1763 году по случаю переложения мощей Димитрия в новую раку присутствовала уже Екатерина II.
26 апреля 1920 года в рамках кампании по вскрытию мощей мощи митрополита Димитрия Ростовского были вскрыты и освидетельствованы комиссией, в которую входили официальные лица, врачи и духовенство. По мнению советского религиоведа Н. С. Гордиенко, комиссия была авторитетной и объективной. Результаты освидетельствования, зафиксированные в акте комиссии: «Вид остатков костей ничем не отличается от обыкновенных останков сгнившего трупа».
В 1930 году мощи Димитрия были выставлены в экспозиции музея Ростовского кремля, затем поступили в запасники музея. 4 июня 1991 года, после возобновления иноческой жизни в Спасо-Яковлевском монастыре, мощи Димитрия были возвращены в обитель и установлены в церкви во имя святителя Якова Ростовского.
С 2007—2009 г. ювелирами и эмальерами мастерской ООО «Карат Плюс» (с 2013 год ООО "Мастерская «Хризолит») была изготовлена рака для мощей Димитрия Ростовского из позолоченного серебра, с перегородчатыми расписными эмалями и финифтяными пластинами. 25 сентября 2009 года состоялся крестный ход, после которого святые мощи Димитрия Ростовского были перенесены в дубовой гробнице из Яковлевского храма в новую позолоченную раку в Димитриевском соборе Спасо-Яковлевского монастыря, где они находятся в настоящее время.

## Увековечение памяти

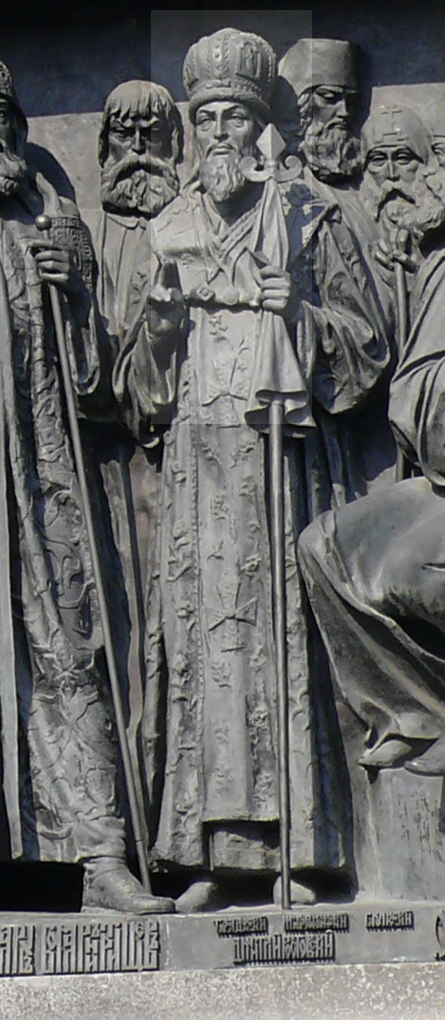
Дмитрий Ростовский на памятнике «Тысячелетие России» (1862) в Великом Новгороде

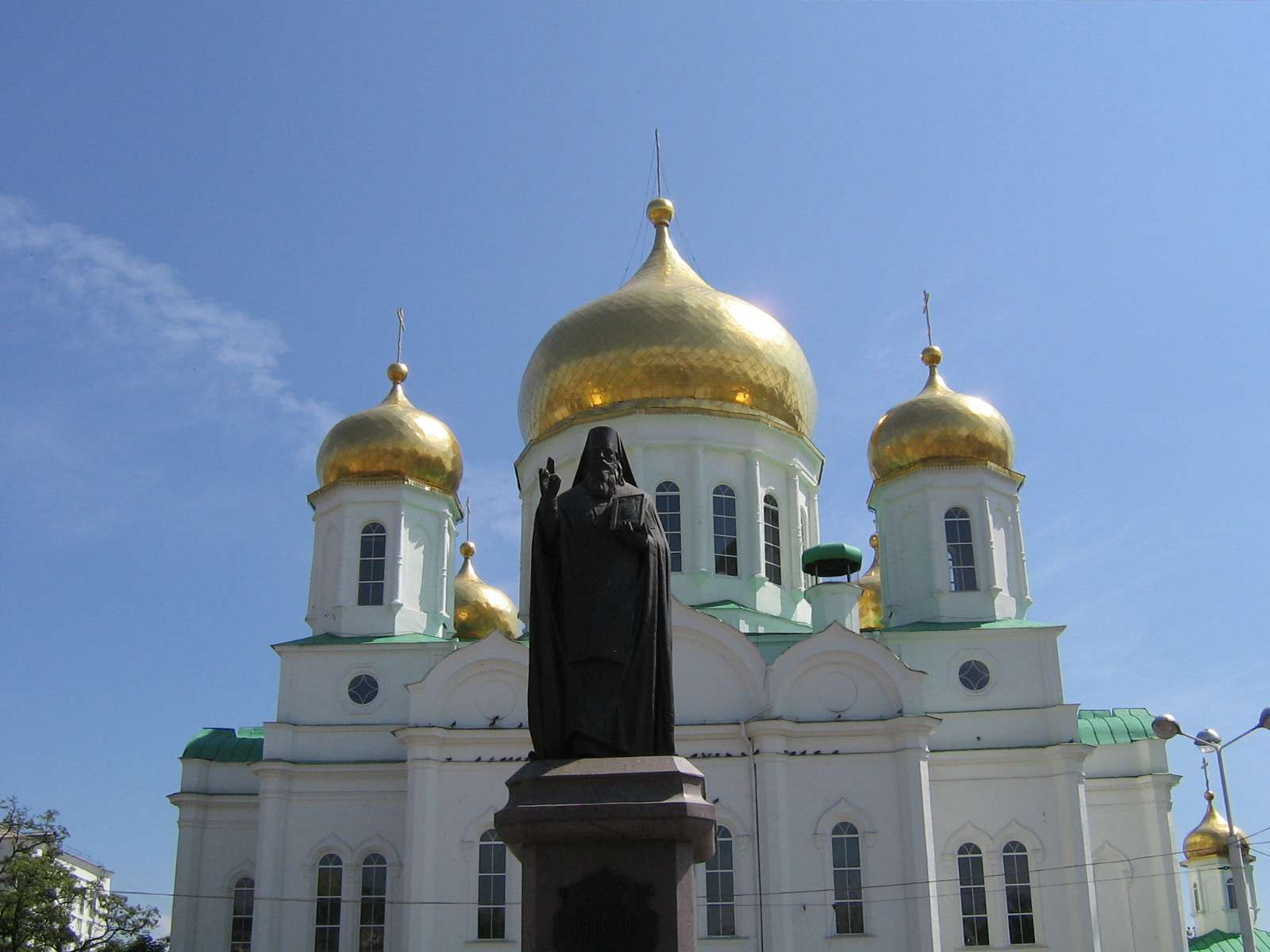
Памятник святителя Димитрия Ростовского перед кафедральным собором в Ростове-на-Дону

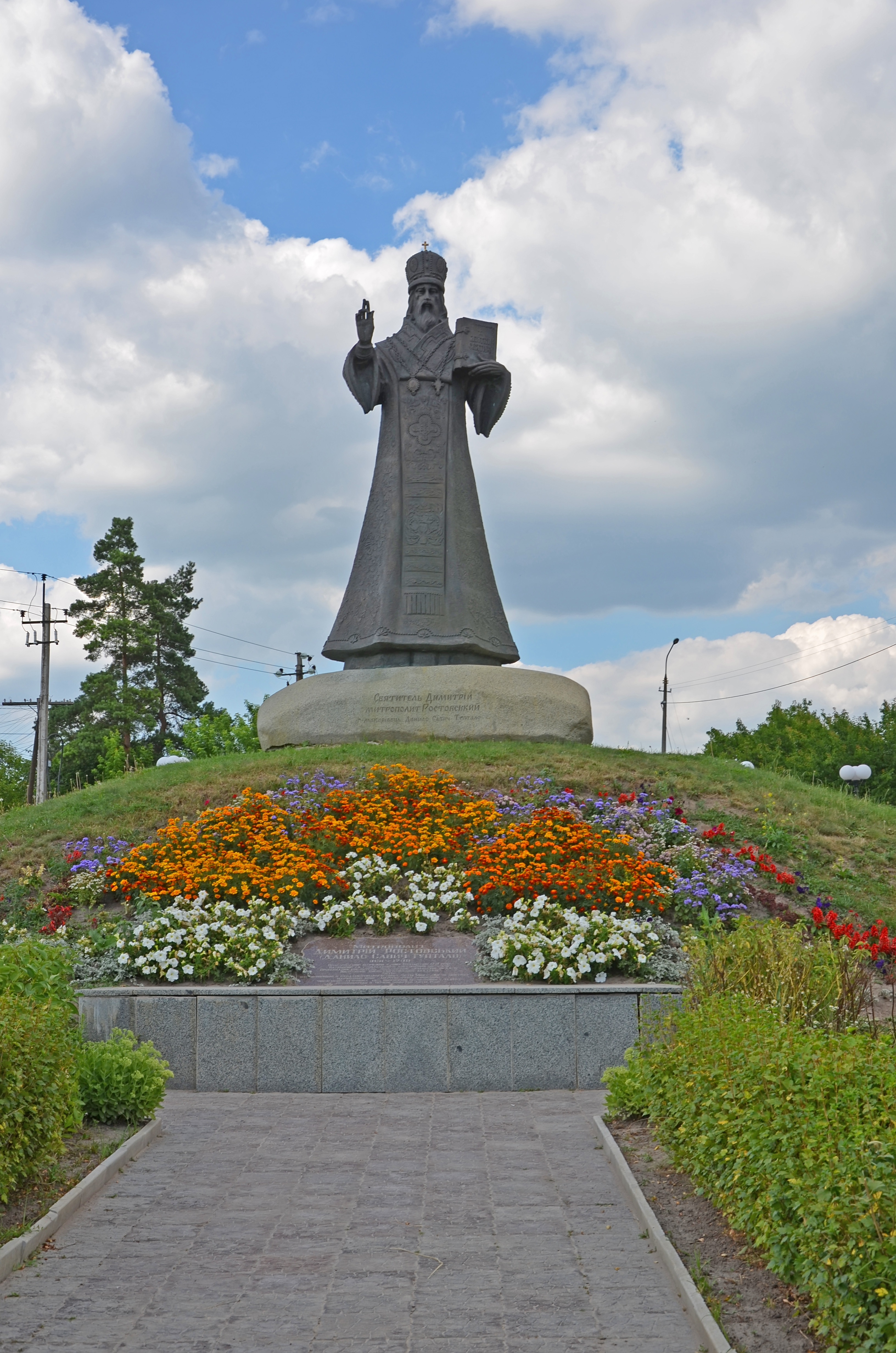
Памятник в Макарове, Киевская область

В 1760 году в честь святителя была названа только что основанная Крепость Святого Димитрия Ростовского, развившаяся впоследствии в город Ростов-на-Дону.
В 1999 году в Ростове-на-Дону перед Собором Рождества Пресвятой Богородицы — кафедральным собором Ростовской и Новочеркасской епархии, установлен памятник Димитрию Ростовскому.

## Литературное наследие
Димитрий прославился как плодотворный церковный автор — составитель сборников житий святых (наиболее известный, в четырёх книгах — «Книга житий святых»), проповедей, драм, стихов и песен, попавших, в частности, в Богогласник. Академик Д. С. Лихачёв считал Димитрия Ростовского «последним писателем, который имел огромнейшее значение для всей православной Восточной и Южной Европы».
Известны и пьесы, написанные святителем. Тексты двух — «Рождественская драма» («Ростовское действо») (поставлена впервые 24 декабря 1704 года и продолжает исполняться до сих пор) и «Успенская драма» (написана на Украине в конце XVII века для исполнения монахами и писцами в монастыре) — сохранились до наших дней.
В последние годы своей жизни Димитрий, видя, что раскол начал приобретать силу в его епархии, взялся за проповедь и составление статей, объясняющих сущность раскола и обличавших его. Итогом этой деятельности стало написание доступным для простого народа языком сочинения против раскольников: «Розыск о раскольнической Брынской вере».

### Четьи-Минеи

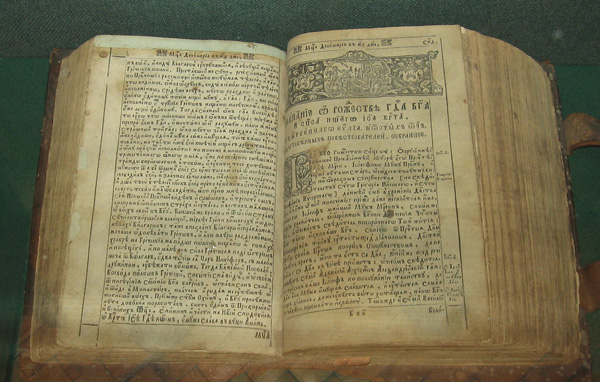
Четьи-Минеи, Киев, 1714

Четьи-Минеи Димитрия Ростовского, или «Книга житий святых» представляют собой одно из самых крупных произведений славянской литературы. В Четьих-Минеях преобладает агиографические тексты, но они включают в себя и дидактический, и повествовательный материал. Труд ростовского митрополита содержит 664 жития, из которых 24 жития описывают жизнь и подвиги ветхозаветных святых, 571 — обще-православных, 65 — русских и 4 — южнославянских. Дидактические и повествовательные тексты значительно уступают житиям по объёму. Это 22 слова, посвященных истории и прославлению важнейших христианских праздников и некоторых святых; 22 сказания о различных воспоминаемых Церковью священных событиях и чудесных проявлениях милости Божией к человеческому роду; 6 заимствованных из Богослужебных книг синаксарей и 7 назидательных повестей, взятых из второй части Пролога. Все тексты расположены в порядке месяцеслова. Изложение каждого дня обыкновенно заключается авторскими заметками Димитрия Ростовского, включающими в себя перечень прочих святых, чья память также отмечается в этот день (с указанием кратких сведений о них) и примечаниями, в которых разъясняются и исправляются ошибки и противоречия источников, даются необходимые справки по истории и географии.
Димитрий Ростовский приступил к работе над Четьи-Минеями 6 мая 1684 года, исполняя решение собора старцев Киево-Печерского монастыря. Работа продолжалась с перерывами в течение 20 лет, до 1704 года. Четьи-Минеи написаны Димитрием в четырёх книгах, каждая из которых содержит жития за три месяца, и начинаются согласно церковному календарю с сентября.
- Первая книга — 1689 год и напечатана в Киеве.

Первое издание вызвало неудовольствие московского патриарха Иоакима, поскольку издание тома «Книги житий святых» осуществлялось без согласования с патриархом, а кроме того, ряд мест в тексте Иоаким счел неправославными: упоминание о Непорочном Зачатии Девы Марии и именование Августина и Иеронима святыми (в московской традиции XVII сочинения этих древних отцов церкви считались испорченными латинянами). Патриарх отозвал у Димитрия Макарьевские Великие Четьи-Минеи. Причина такой резкой реакции состояла в том, что киевское ученое духовенство поддерживало т. н. «латинствующих» в московских евхаристических спорах 1680—1690-х гг. 21 июня 1689 году Димитрий отправляется в Москву вместе с архимандритом Иннокентием Монастырским в посольстве гетмана Ивана Мазепы. Здесь 25 августа 1689 года Димитрий преподносит государям, Иоанну и Петру, один экземпляр житий святых; подарок был принят благосклонно и вызвал ответный дар в виде двух роскошных лисьих мехов. Димитрий беседовал с патриархом Иоакимом, после чего предстоятель благословил ему продолжить работу над житиями святых. Листы, которые не понравились Патриарху, были удалены из напечатанного тиража первого тома и заменены исправленными.
После смерти патриарха Иоакима патриарх Адриан поощрил дальнейшее составлений житий своей грамотой и выслал Димитрию Макарьевские Четьи-Минеи.
- Вторая книга — окончена в 1690 году, напечатана в 1695 году.
- Третья книга — 1700 год, после её печати Димитрий написал небольшую книгу «Мартиролог вкратце», поместив в неё в сокращенном виде жития святых за год.
- Четвёртая книга — 9 февраля 1705 года.

###### Влияние на славянскую культуру
Четьи-Минеи Димитрия Ростовского выдержали множество изданий и стали самым любимым житийным сборником в России, который, после Евангелия, имел огромное влияние на верующее русское общество. Язык и сюжеты получили высокую оценку многих классических русских писателей XVIII—XX веков.
Четьи-Минеи стали источником вдохновения для А. С. Пушкина — на основе житий святых Николая Салоса Псковского и Иоанна Большого Колпака поэт создаёт образ юродивого в трагедии «Борис Годунов», а неоконченная поэма «Монах» была основана на житии Иоанна Новгородского.
Ф. М. Достоевский писал: 
…по всей земле русской… распространен дух Четьи-Минеи… потому что есть чрезвычайно много рассказчиков и рассказчиц о житиях святых. Рассказывают они из Четьи-Минеи прекрасно, точно, не вставляя ни единого лишнего слова от себя, и их заслушиваются… Я сам в детстве слышал такие рассказы… Слышал я потом эти рассказы даже в острогах у разбойников, и разбойники слушали и воздыхали… В этих рассказах заключается для русского народа… нечто покаянное и очистительное.

### Труды

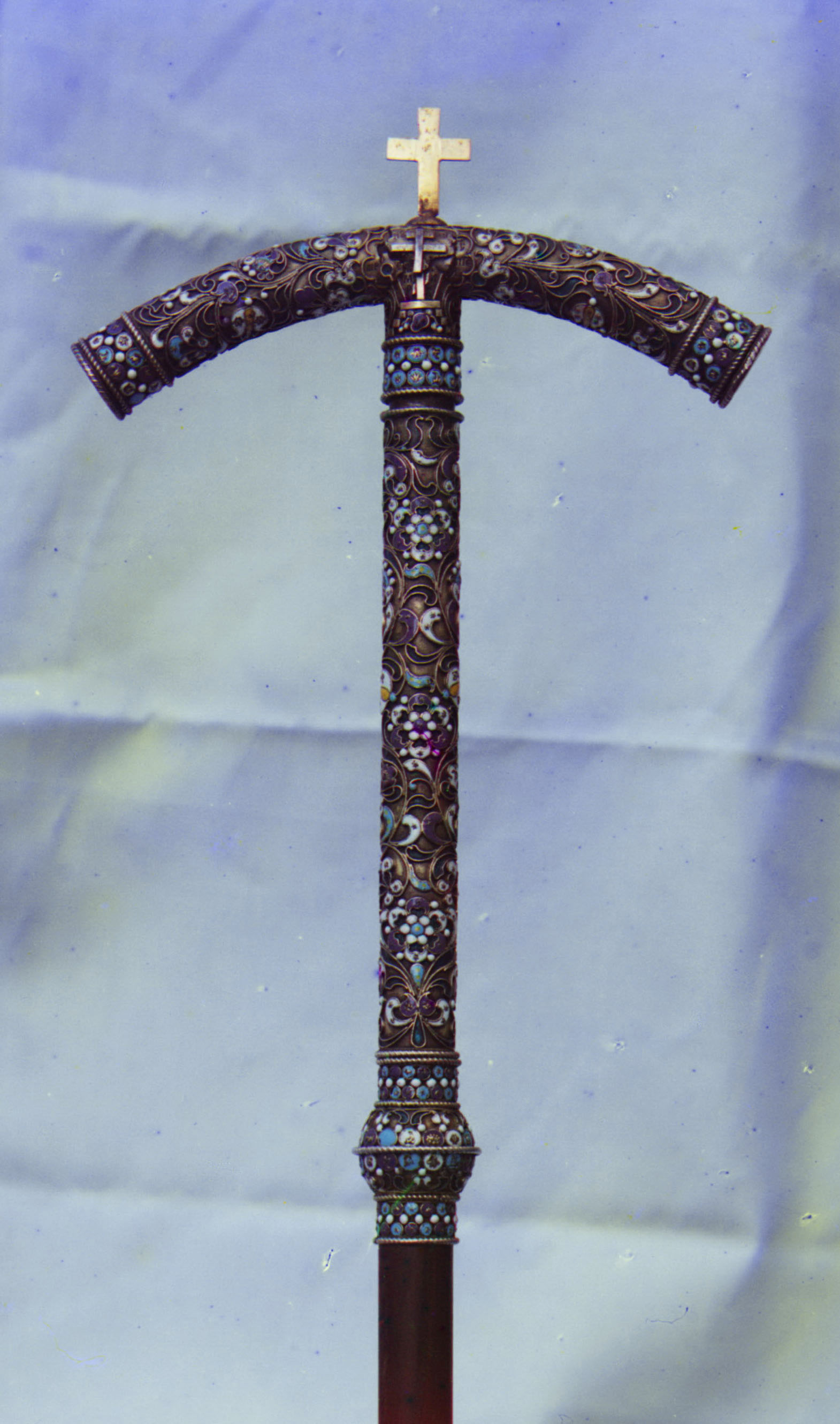
Архиерейский посох Димитрия Ростовского. Фото С. М. Прокудина-Горского (1911)

Сочинения, посвященные чудотворным иконам
- Руно орошенное.

Сочинения, посвященные духовной жизни и аскетике
- О исповедании грехов и святом причащении;
- Апология во утоление печали человека, сущего в беде, гонении и озлоблении;
- Зерцало православного исповедания.
- Духовное врачество против хульных помыслов, Врачество духовное на смущение помыслов от различных книг отеческих;
- Внутренний человек, в клети сердца своего уединеный, поучающийся и молящийся втайне.
- Проповеди, слова и другие творения Димитрия Ростовского

Исторические произведения
Летопись иже во святых отца нашего Димитрия митрополита Ростовскаго чудотворца, сказующая деяния от начала миробытия до рождества Христова, собранная из Божественнаго писания, из различных хронографов и историографов греческих, славенских, римских, польских, еврейских и иных. Часть 1 Часть 2
Димитрий Ростовский. Келейный летописец (Летопись, повествующая о деяниях от начала миробытия до Рождества Христова)
Полемические произведения
Розыск о раскольнической Брынской вере.
Агиографические произведения
- Четьи Минеи Димитрия Ростовского (жития святых)
  - Жития святых на русском языке, изложенные по руководству Четьих-Миней свт. Димитрия Ростовского : 12 кн., 2 кн. доп. — М.: Моск. Синод. тип., 1903—1916.

Переработанное издание на русском языке с примечаниями. В тех случаях, когда в Минеях только указана память святого, сведения о нем заимствуются из Пролога. Текст житий святых сопровождается разнообразными объяснительными примечаниями.
Молитвословия
- Благодарственное страстей Христовых воспоминание и молитвенное размышление, паче оных молитв зело полезное, еже должно во все пятки совершати;
- Молитва исповедания к Богу от человека, полагающего спасения начало;
- Плач на погребение Христово;
- Краткое богомысленное размышление;
- Пяточисленные молитвы;
- Псалтирь Божией Матери.

### Произведения, издаваемые под именем митрополита Димитрия Ростовского, но не принадлежащие ему
- Генеральное исповедание грехов, произносимое кающимся пред иереем;
- Алфавит духовный. Настоящий автор — митрополит киевский Исайя Копинский.

## Публикации
Сочинения святителя Димитрия
- Сочинения святого Димитрия, митрополита Ростовского: В 5 т. — М.: В Синодальной Тип.
  - Том первый, содержащий в себе разные небольшие сего Святителя творения, с присовокуплением жития его и келейных записок. — 6-е изд. — 1839. — VI, 525 с.
  - Том второй, содержащий в себе поучения на Воскресные дни. — 6-е изд. — 1840. — III, 694 с.
  - Том третий, содержащий в себе Поучения на разные праздничные дни. — 6-е изд. — 1840. — III, 640 с.
  - Часть четвёртая, содержащая в себе Летопись, сказующую деяния от начала мира бытия до Рождества Христова. — 7-е изд. — 1849.
  - Том пятый, содержащий в себе: Зерцало православного исповедания, Краткое Христианское нравоучение и Разные слова. — 4-е изд. — 1835. — 146 с.
- Жития святых. — К.: Тип. Киево-Печерской лавры, 1764.
  - Книга первая. Сентябрь, октябрь, ноябрь.
  - Книга вторая. Декабрь, январь, февраль.
  - Книга третья. Март, апрель, май.
  - Книга четвёртая. Июнь, июль, август.